# Без милост (2016)
Без милост (2016) е кеч pay-per-view (PPV) турнир и WWE Network събитие WWE за марката Разбиване. Провежда се на 9 октомври 2016 в Golden 1 Center в Сакраменто, Калифорния. Шоуто е дванайсетото събитие в хронологията на Без милост и първото от 2008.
Осем мача се провеждат по време на събитие, включително един преди него. В главния мач (с който започва турнира), Ей Джей Стайлс побеждава Дийн Амброуз и Джон Сина и запазва своята Световна титла на WWE. В друг важен мач, Долф Зиглър побеждава Миз и спечелва Интерконтиненталната титла на WWE, залагайки своята кариера в мача. В последния мач на турнира, Брей Уайът побеждава Ренди Ортън.

## Заден план
Събитието включва мачове, получени от сценични сюжети и имат резултати, предварително решени от WWE и марката Разбиване, една от марковите дивизии на WWE. Сюжетите се продуцират по седмичното телевизионно шоу на WWE, Разбиване на живо.
На Лятно тръшване, Ей Джей Стайлс побеждава Джон Сина. Това му урежда до мач за Световната титла на WWE срещу Дийн Амброуз на Бойно поле, който Стайлс печели след удар под пояса и Сблъсъкът на стиловете. Два дни по-късно, на Разбиване, Сина заявява реванш срещу Стайлс, за да стане 16-тократен Световен шампион, докато Амброуз също използва своя реванш срещу шампиона. След това Пълномощникът на Разбиване Шейн Макмеън, урежда мач между Стайлс, Сина и Амброуз от вида Тройна заплаха на Без милост. По-късно същата вечер, Амброуз и Сина побеждават Стайлс и Миз в отборен мач. След него, Амброуз прави на Сина Мръсната работа. На следващата седмица, Амброуз побеждава Сина с превъртане. След мачът, Стайлс атакува Сина и Амброуз. Тогава Главният мениджър на Разбиване, Даниъл Брайън урежда индивидуалния реванш на Амброуз и Стайлс за титлата за Разбиване на живо на 27 септември, след което, Амброуз атакува Стайлс с Мръсната работа. На епизода на 27 септември, Стайлс запазва титлата си срещу Амброуз. След мача, Сина атакува Амброуз и Стайлс с Коригиране на отношенията.
На Ответен удар, Беки Линч побеждава Алекса Блис, Кармела, Наоми, Наталия и Ники Бела в Шесторно предизвикателство, ставайки първата Шампионка при жените на Разбиване. На 13 септември – Разбиване, Алекса побеждава Наоми, Наталия, Кармела и Ники в мач Фатална петорка, получавайки шанс за титлата на Без милост. На следващата седмица, Блис атакува Линч по време на подписването на договора за шампионския мач. На 8 октомври, е обявено от Wrestling Observer Newsletter, че Беки Линч няма да участва на Без милост, заради реална травма извън ринга.
На Ответен удар, Хийт Слейтър и Райно побеждават Братя Усо в отборният финал на турнира, ставайки първите Отборни шампиони на Разбиване, давайки договор за Разбиване на Хийт Слейтър. На 20 септември, Разбивнае на живо, Усо побеждават Американска Алфа, получавайки реванш за отборните титли на Слейтър и Райно на Без милост.
а Ответен удар, Миз атакува Долф Зиглър, запазвайки Интерконтиненталната титла, когато Марис напръсква нещо в лицето на Зиглър, докато съдията е разсеян. Две седмици по-късно, миз отново побеждава Зиглър в мач за титлата. На следващата седмица, Зиглър залага кариерата си, ако Миз му даде още един панс за титлата; Миз приема предизвикателството. На 4 октомври, в епизод на Разбиване, Миз покава видео с най-засрамващите моменти от кариерата на Зиглър, включително дните му кат член на Спирит Скуад. Тогава Миз приветства двама от бившите членове на Спирит Скуад, Майки и Кени, които първо ликуват и се подиграват с Долф, а след това го атакуват; Зиглър отвръща на Майки, Кени и Миз.
На Ответен удар, Брей Уайът атакува Ренди Ортън зад кулисите, оставяйки го безпомощен и печелейки мача и служебно. През следващите седмици, двамата продължават да се присмиват взаимно. На 28 септември, мач между двамата е уреден за Без милост.
На 23 август, в епизод на Разбиване, Кармела напада Ники Бела преди техния плануван мач, отново на Говорейки направо и по време на мач на 4 октомври. След това, мач между двете е уреден за Без милост.
На 16 август, Кърт Хокинс започва серия от реклами, приличащи на Факти от Чък Норис, покачващи завръщането му в WWE и марката Разбиване. В последната реклама, той обявява, че ще „стъпи на ринга“ на Без милост.
На 13 септември, в епизод на Разбивнае, Джак Фукльото се появява в Разбиване и конфронтира Барън Корбин. На 4 октомври, Фукльото побеждава Корбин противоречиво. Съдията обявява да бият гонга, мислейки че Корбин се предава, когато всъщност той се протяга към въжето, за да се освободи от Патриотичния захват. На следващия ден, мач между двамата е уреден за Без милсот.
На 9 октомври, мач между Хайп Броус и Американската Алфа срещу Възкачване и Водевиланс е уреден за предварителното шоу на Без милост.

## Резултати
| №                                                                                     | Резултати | Правила                                                      | Време |
| ------------------------------------------------------------------------------------- | --- | ------------------------------------------------------------ | ----- |
| 1П                                                                                    | Хайп Броус (Моджо Роули и Зак Райдър) и Американска Алфа (Чад Гейбъл и Джейсън Джордан) победиха Възкачване (Конър и Виктор) и Водевиланс (Саймън Гоч и Ейдън Инглиш) | Отборен мач между осем души                                  | 9:10  |
| 2                                                                                     | Ей Джей Стайлс (ш) победи Дийн Амброуз и Джон Сина | Мач Тройна заплаха за Световната титла на WWE                | 21:15 |
| 3                                                                                     | Ники Бела победи Кармела | Индивидуален мач                                             | 8:05  |
| 4                                                                                     | Хийт Слейтър и Райно (ш) победиха Братя Усо (Джими Усо и Джей Усо) | Отборен мач за Отборните титли на Разбиване                  | 10:17 |
| 5                                                                                     | Джак Фукльото срещу Барън Корбин | Индивидуален мач                                             | 7:30  |
| 6                                                                                     | Долф Зиглър победи Миз (ш) (с Марис) | Мач Кариера срещу Титла за Интерконтиненталната титла на WWE | 19:42 |
| 7                                                                                     | Наоми победи Алекса Блис | Индивидуален мач                                             | 5:25  |
| 8                                                                                     | Брей Уайът победи Ренди Ортън | Индивидуален мач                                             | 15:40 |
| - (ш) – указва шампиона/шампионите в мача - П – показва, че мача се случи преди шоуто | |                                                              |       |